# ۱۴ زن سلحشور
۱۴ زن سلحشور (انگلیسی: The 14 Amazons) فیلمی در ژانر اکشن به کارگردانی چنگ کانگ است که در سال ۱۹۷۲ منتشر شد. از بازیگران آن می‌توان به لیسا لو و الیوت نگوک اشاره کرد.